# 吉永愛
吉永 愛（よしなが あい、 1975年9月29日 - ）は、日本のタレントである。現在はフリーで活動。
1997年（平成9年）から1998年（平成10年）までレギュラー出演していたバラエティー番組 『ワンダフル』（TBS）の「ワンギャル」として知られる。現在は、東京でフリーとして活動している。

## 人物
1975年（昭和50年）、大阪府堺市生まれ。桃山学院大学経営学部卒業。妹が1人いる。学生時代は陸上部に所属。高校の時に七種競技で全国大会に出場している。趣味はゴルフ、ネイルアート、ヨガ、ラグビー観戦であり、資格は普通自動車、普通二輪免許と美容師免許、ネイリスト1級を取得している。卒検に一度落ちるも2度目で合格し大型二輪教習終了。大型二輪免許を取得している。
タレントとしての活動のほか、女優として幾つかのテレビドラマや、Vシネマ 『ミナミの帝王』などへの出演歴がある。以前の所属芸能事務所は、有限会社パートナーズ・プロ（大阪市北区）。2018年（平成30年）8月より、シンクバンクに所属。2023年（令和5年）9月に退所し現在はフリーで活動。
2000年（平成12年）に入籍。2003年（平成15年）に女児を出産した。
完全予約制ネイル・アイラッシュサロンを経営。また、化粧品プロデュースも手がけ、「Preūm (プリウーム)」というブランドで販売している。
2020年（令和2年）11月22日（いい夫婦の日）に念願の大型バイク「トライアンフ　ボンネビル　T120」納車。

## 出演

### テレビ・ドラマ
- TBS「ワンダフル」「中居正広の金曜日のスマイルたちへ」
- 日本テレビ 「ザ!世界仰天ニュース3HSP」
- フジテレビ「Mr.サンデー」
- 読売テレビ「元気モンTV」
- 毎日放送「ハーイ昼ナマ」「近畿は美しく」「命つないで」
- 関西テレビ「痛快!エブリデイ」「たかじん胸いっぱい」
- 朝日放送「ナイトinナイト」「ピーターポン」「BIGボウリング」
- テレビ大阪「ぐるっと夢紀行」
- サンテレビ「子育て特番」
- NHK 「逆転人生」
- NHK京都 「甘辛しゃん」「やんちゃくれ」「御家人斬九郎」
- KBS京都「亀岡遊散歩」
- 奈良テレビ「週刊カラオケざんまい」
- 東海各局「プロピル29」インフォマーシャルMC
- J:COM「えぇやん」「朝日軽金属ショッピング番組」
- テレビ東京:  「しょせん他人事ですから」主婦役2024 フジテレビ: 「日本一の最低男」２話二階堂愛子役2024  NHK:「ワタシってサバサバしてるから」３話選挙スタッフ2025
- スワイプドラマ 「運命のバディマッチング」天宮祥子役2024
- YouTube  はやたく長編動画　女帝役 2024

### CM
- ヤマダデンキ(テックランドそよら東岸和田店)
- トミカグミ2024（『トミカグミ』2024年テレビCM出演者)
- 関西電力
- 近鉄電車
- 家庭教師のトライ
- メガネの富士
- シャーマン
- ROUND1
- KYK 「山田木材」
- フロムA
- 月桂冠
- ジョーシン
- 滋賀建設協会
- やずや
- セキスイハイム東海
- 京都健康美人
- SMBC日興証券
- ロキソニン
- H.Uグループ

### 映画
- かかってこいよ世界(声の出演）

### Vシネマ
- ミナミの帝王

### ラジオ
- FM世田谷／FM徳島「清水英哉のおもしろ交遊録」
- ラジオ大阪「はーい堺です」

### 雑誌
- 美スト（光文社）
- STORY（光文社）

### MC
- lyset主催 トークショー

### WEB
- CHANT 主婦と生活社（CHANT WEBインタビュー記事）

### 舞台
- 演技道場×夜明けプロダクション主催　舞台「夜が明ける。たった今、」森田真美役
- 相州雅屋×溝の口劇場主催　舞台「アンコーディネイテッド」金田まゆ役